# Martin Hoffmann (Grafiker)
Martin Hoffmann (* 7. Oktober 1948 in Halle (Saale)) ist ein deutscher Grafiker.

## Leben
Nach dem Abitur 1967 und einer kurzen Tätigkeit als technischer Rechner an der Martin-Luther-Universität Halle-Wittenberg studierte Martin Hoffmann von 1968 bis 1970 Mathematik an dieser Universität und anschließend bis 1974 an der Humboldt-Universität zu Berlin. Daneben belegte er von 1972 bis 1975 einen Abendkurs an der Kunsthochschule Berlin-Weißensee. Von 1974 bis 1975 arbeitete er in der Druckerei Graetz in Berlin. Ab 1975 ist er als freischaffender Maler und Grafiker in Berlin und ab 2008 auch in Hamburg tätig. Seine in der DDR ab 1980 selbstverlegten Plakate wurden in der Druckerei Graetz gedruckt. Ab 1975 war er Mitglied im Verband Bildender Künstler der DDR.
Im Herbst 1981 war er neben Ruth und Hans-Jürgen Misselwitz einer der Mitgründer und später der aktiven Teilnehmer des Pankower Friedenskreises.
Im Januar 1990 gehörte er zu den Initiatoren beim Aufbau der Arbeit von Amnesty International in der DDR und anschließend in den östlichen Bundesländern.
Ab 1991 erweiterte er seine Arbeit durch Buchgestaltungen, Gebrauchsgrafik und  Grafikdesign sowie seit 2000 um Collagen. Als Gestalter war er für das Erscheinungsbild der im Verlag Gerhard Wolf Janus press  erschienenen Bücher tätig. Hoffmann gestaltete bereits in der DDR und auch nach 1990 mehrere Bücher von Christa Wolf sowie nach 1997 zahlreiche Ausstellungen. Er ist seit September 2021 Mitglied des Vorstandes der Christa Wolf Gesellschaft.
Martin Hoffmann lebt in Berlin-Mitte. Seine Lebenspartnerin ist seit 1981 Katrin Wolf, genannt Tinka, die jüngere Tochter von Christa und Gerhard Wolf. Sie haben zwei Kinder.

## Ausstellungen (Auswahl)
- 1975–1989 Zahlreiche Ausstellungen der grafischen Arbeiten in der DDR (auch zentrale Kunstausstellungen) sowie in Ost- und Westeuropa (Beteiligungen)
- seit 1986 Arbeiten beim Dresdner Graphikmarkt des Neuen Sächsischen Kunstvereins e. V. in Zusammenarbeit mit der Pirckheimer-Gesellschaft
- 1996 Rheinsberg, Kurt Tucholsky Gedenkstätte
- 1999 „Mauern – Bausteine und Bruchstücke“ Wanderausstellung
- 2001 Berlin, Galerie Amalienpark
- 2002 Wernigerode, Kunstverein
- 2005 Berlin, Bundeszentrale für politische Bildung
- 2007 Gera, Kunstverein
- 2007 Teterow, Galerie am Kamp
- 2008 Schwerin, Galerie am Theater
- 2008 Erlangen, Städtische Galerie
- 2008 Berlin, Galerie Mitte
- 2009 Quedlinburg, Galerie 7kunst
- 2010 Wittenberg, Evangelische Akademie
- 2010 Neuhardenberg, Schloss Neuhardenberg, „Malerfreunde von Christa und Gerhard Wolf“ (mit Günther Uecker und anderen)
- 2011 Berlin, Literaturforum im Brecht-Haus
- 2011 Kühlungsborn, Kunsthalle
- 2011 Lüneburg, Industrie- und Handelskammer
- 2012 Jena, Villa Rosenthal (Gemeinschaftsausstellung)
- 2012 Berlin, Galerie Forum Amalienpark (Gemeinschaftsausstellung)
- 2013 Moritzburg bei Dresden, Käthe Kollwitz Haus
- 2013 Herent in Belgien, Interculturele projecten „hannah“ (mit Keramikerin Ute Dreist)
- 2014 Berlin, Kapelle der Versöhnung in der Gedenkstätte Bernauer Straße
- 2014 Radebeul, Lügenmuseum (Beteiligung)
- 2014 Jena, Villa Rosenthal
- 2015 Wernigerode, Hochschule Harz
- 2016 Berlin, Martin-Gropius-Bau, Gegenstimmen – Kunst in der DDR 1976–1989 (Gemeinschaftsausstellung)
- 2017 Berlin, Galerie Forum Amalienpark, Christa Wolf – Kassandra Medea Leibhaftig – Durch Worte hervorgerufene Bilder (Beteiligung)
- 2019 Berlin, Kapelle der Versöhnung in der Gedenkstätte Bernauer Straße, Werktätige mit Faltbeutel
- 2022 Berlin, Stadtmuseum, Ephraimpalais, Aufbrüche. Abbrüche. Umbrüche – Kunst in Ost-Berlin 1985 - 1995 (Beteiligung)

## Schriften
- Peter Böthig (Hrsg.): Reflexe aus Papier und Schatten. Graphische Arbeiten, Gespräch, Essays. 1. Auflage. Janus Press, Berlin 1996, ISBN 3-928942-40-9, S. 112.
- Werktätige mit Faltbeutel (Rheinsberger Bogen 19). Kurt Tucholsky Literaturmuseum, Rheinsberg 2004, S. 16.
- Gerd Lepke, Jutta Seidel, Christa Wolf u. a.: Köpfe Räume. Hrsg.: Martin Hoffmann. 1. Auflage. 2011, S. 48.